# Charles-François Dumouriez
Charles-François du Périer du Mouriez, zvaný Dumouriez (25. nebo 27. ledna 1739 v Cambrai – 14. března 1823 v Turville Park poblíž Henley-on-Thames v Anglii), byl francouzský generál, který po počátečních úspěších v první koaliční válce změnil strany, čímž z jakobínské perspektivy spáchal velezradu.

## Životopis
Jeho otec byl členem královské armády a zajistil, aby jeho syn získal dobré a široké vzdělání. Charles-François pokračoval ve studiu na Collège Louis-le-Grand a v roce 1757 zahájil vojenskou kariéru jako dobrovolník v bitvě u Rossbachu. V pozdějších německých taženích v sedmileté válce bojoval s vyznamenáním (Řád svatého Ludvíka), ale po uzavření míru byl penzionován s malým důchodem.
Dumouriez poté cestoval do Itálie, Španělska, Portugalska a na Korsiku a jeho zprávy vévodovi de Choiseul o korsických záležitostech vedly k jeho opětovnému zaměstnání ve štábu francouzského expedičního sboru vyslaného na ostrov a povýšení na podplukovníka. Poté se stal členem Secret du roi, tajné služby za Ludvíka XV. V roce 1770 byl vyslán na misi do Polska, kde kromě politických záležitostí organizoval polskou domobranu. Pád vévody de Choiseul vedl k jeho propuštění a o něco později byl uvězněn v Bastile, kde strávil šest měsíců studiem literatury. Poté byl převezen do Caen, kde pobýval až do nástupu Ludvíka XVI. Po propuštění v roce 1774 se oženil se svou sestřenicí Mademoiselle de Broissy, ale byl nevěrný a v roce 1789 se pár rozešel a jeho manželka se uchýlila do kláštera. Mezitím Dumouriez obrátil svou pozornost k vnitřnímu stavu své země a mezi mnoha memorandy, které poslal vládě, bylo jedno o obraně Normandie a jejích přístavů, které mu v roce 1778 zajistilo velení Cherbourgu, kterému úspěšně sloužil deset let. V roce 1788 se stal maréchal de camp .
Ve vypuknutí francouzské revoluce viděl Dumouriez možnosti pro svou kariéru. Odjel do Paříže a vstoupil do Jakobínského klubu. Mirabeauova smrt 2. dubna 1791, se kterým počítal, pro něj znamenala komplikace. Poté se stal generálporučíkem a velitelem Nantes. Po pokusu královské rodiny uprchnout do zahraničí v červnu 1791 vzbudil pozornost nabídkou pomoci Národnímu shromáždění. Přešel k girondistům a 15. března 1792 byl jmenován ministrem zahraničních věcí. Byl z velké části zodpovědný za vyhlášení války Rakousku (20. dubna). Plánoval invazi do Rakouského Nizozemí. Po odvolání Jean-Marie Rolanda, Étienna Clavièra a Josepha Marie Servana de Gerbey dne 13. června převzal od posledně jmenovaného válečný úřad, ale o dva dny později rezignoval poté, co se král odmítl dohodnout s Národním shromážděním. Vstoupil do armády Nikolause von Lucknera a po útoku na Tuileries a Lafayettově útěku byl jmenován velitelem centrální armády.
V té době přešla protifrancouzská koalice do útoku. Dumouriez okamžitě zareagoval. Jeho podřízený François-Christophe de Kellermann odrazil Prusy u Valmy (20. září 1792) a on sám porazil Rakušany v bitvě u Jemappes (6. listopad). Obě bitvy měly velký psychologický význam, protože Dumouriezovy jednotky, které se skládaly převážně z dobrovolníků, čelily nejlepším vojákům v tehdejší Evropě. Pro válku však nebyly rozhodující, protože Dumouriez se v obou případech zdržel pronásledování stahujících se nepřátelských jednotek a jejich rozdrcení. Dumouriezovy jednotky pokračovaly v postupu a 29. listopadu obsadily Antverpy. Tím byla celá Belgie obsazena Francouzi.
Když se generál 1. ledna 1793 vrátil do Paříže, byl bouřlivě uvítán. Kvůli jeho souhlasu s popravou Ludvíka XVI., o kterém Národní konvent jednal v lednu 1793, na něm ulpělo podezření radikálního revolucionáře. Dumouriez byl také v rozporu s ministrem války Jeanem-Nicolasem Pachem, který se přikláněl k Hoře, a který se snažil centralizovat zásobování armád, aby omezil vliv soukromých armádní dodavatelů, z nichž někteří měli obrovské zisky. Dumouriezova armáda však svou existencí závisela na jejich dodávkách. K prošetření těchto problémů vyslal Konvent v listopadu 1792 do Belgie vlivného kordeliéra Georgese Dantona s Jean-Françoisem Delacroixem, Armandem Gastonem Camusem a Eugènem Constantem Josephem Césarem Gossuinem, kteří však nemohli nic ovlivnit. Na konci ledna 1793 Dumouriez s pomocí girondistů zajistil, že Pache musel odstoupit.
Hlavní konflikt mezi Dumouriezem a radikálními revolucionáři měl kořeny v expanzivní politice Konventu, jejímž cílem bylo anektovat všechna území v rámci toho, co mělo být „přirozenými hranicemi Francie“. Dekret z 15. prosince 1792 také stanovil zavedení asignátů v dobytých oblastech a vyvlastnění církevního majetku. Dumouriez protestoval: obyvatelé Belgie by si podle jeho představ měli vytvořit vlastní republiku a být co nejméně zatíženi okupací, ale nemohl to prosadit. Velké části obyvatel Belgie, které se ve skutečnosti chtěly osvobodit, se začaly bránit francouzské okupaci: po Dumouriezově návratu do Francie došlo v zemi k otevřené vzpouře.
Poprava krále a francouzské vyhlášení války Velké Británii a Nizozemsku stále více přesvědčovaly Dumourieze, aby se věnoval vlastním plánům. Chtěl v Nizozemsku nastolit nejakobínskou vládu, poté obnovit samosprávu v Belgii, svrhnout radikály a vypudit revolucionáře ze země, aby pak vyjednal mírovou dohodu založenou na návratu k francouzské ústavě z roku 1791, která počítala s konstituční monarchií. Pokud by se proti tomu Národní shromáždění postavilo, chtěl táhnout na Paříž a dosadit na trůn devatenáctiletého vévodu z Chartres, pozdějšího krále Ludvíka Filipa.
Dumouriez dlouho prosazoval rozšíření války na Nizozemskou republiku, k čemuž došlo 16. února 1793. Francouzské jednotky vtrhly do Holandska, dne 25. února byla obsazena Breda. Nečekaně silný rakouský protiútok vyústil ve ztrátu Cách a Lutychu. Konvent proto nařídil Dumouriezovi, aby se stáhl z Nizozemska. Poslechl, ale napsal 12. března rozčilený a arogantní dopis, který byl považován za jeho „vyhlášení války Konventu“. Krátce nato nechal v Belgii zatknout jakobíny a sansculoty. V bitvě u Neerwindenu jeho jednotky utrpěly 18. března 1793 další porážku proti rakouské armádě. V Paříži se šířily zvěsti, že se Dumouriez domlouvá s nepřítelem, a tak Konvent znovu vyslal Delacroixe a Dantona do Dumouriezova ústředí v Saint-Amand, aby prošetřili jeho vedení války a přesvědčili generála, aby stáhl své „vyhlášení války“. Danton se po dlouhém rozhovoru s ním vrátil 23. března do Paříže, aniž by dostal jasnou odpověď, a jen o čtyři dny později veřejně prohlásil, že Dumouriez by měl zůstat na svém postu jako jediný úspěšný generál, kterého republika měla. To přispělo k opakovaným podezřením, že byl Danton ve spojení s Dumouriezem nebo že jednal ze sobeckých finančních zájmů. Možná se chtěl také usmířit s girondisty. Danton se však ve výboru pro obranu nedokázal prosadit, protože příliš mnoho svědků dosvědčovalo generálovy zrádné plány. Dne 30. března 1793 se proto Konvent rozhodl vyslat do Dumourieze čtyři komisaře a ministra války Pierra Riela de Beurnonville, aby ho přesvědčili, aby upustil od svých plánů a odvezli ho k výslechu do Paříže. Dumouriez nechal pět mužů zatknout a předat Rakušanům. Svůj plán zmocnit se celé Belgie a společně s Rakušany pochodovat na Paříž, který oznámil v dubnu 1793 po jednání s plukovníkem Karlem Mackem von Leiberichem se ukázalo jako neproveditelné, protože mnoho jeho vojáků byli zarytí republikáni a několik jeho důstojníků se proti němu postavilo. V důsledku toho Dumouriez 5. dubna 1793 přešel do rakouského tábora v Mons.
Tato otevřená velezrada přispěla k delegitimizaci pařížských girondistů, kteří ho do té doby podporovali. Při volbě nového Výboru pro veřejné blaho dne 7. dubna ani jeden girondista nedostal dostatek hlasů. Již 3. dubna Maximilien Robespierre jako zástupce Hory v Konventu označil celou válku jako dohodu mezi Dumouriezem a Jacquesem Pierrem Brissotem, mluvčím girondistů, s cílem svrhnout republiku.
Dumouriez se stěhoval ze země do země. Opakovaně kontaktoval Ludvíka XVIII. s cílem založit orleánskou monarchii. Nakonec se v roce 1804 usadil v Anglii, kde mu vláda přiznala penzi ve výši 1200 liber ročně. Stal se cenným poradcem Úřadu války v souvislosti s válkou s Napoleonem. Rozsah této činnosti vyšel najevo až o mnoho let později. V letech 1814 a 1815 se pokusil získat u Ludvíka XVIII. jmenování maršálem Francie, ale byl odmítnut.
Dumouriez zemřel 14. března 1823 poblíž Londýna. Jeho jméno je vytesáno na severním pilíři Vítězného oblouku v Paříži.